# Soing-Cubry-Charentenay
Soing-Cubry-Charentenay és un municipi francès situat al departament de l'Alt Saona i a la regió de Borgonya - Franc Comtat. L'any 2007 tenia 447 habitants.

## Demografia

### Població
El 2007 la població de fet de Soing-Cubry-Charentenay era de 447 persones. Hi havia 204 famílies, de les quals 68 eren unipersonals (28 homes vivint sols i 40 dones vivint soles), 68 parelles sense fills, 40 parelles amb fills i 28 famílies monoparentals amb fills.
La població ha evolucionat segons el següent gràfic:
Habitants censats

### Habitatges
El 2007 hi havia 300 habitatges, 212 eren l'habitatge principal de la família, 59 eren segones residències i 29 estaven desocupats. 284 eren cases i 15 eren apartaments. Dels 212 habitatges principals, 173 estaven ocupats pels seus propietaris, 34 estaven llogats i ocupats pels llogaters i 5 estaven cedits a títol gratuït; 6 tenien dues cambres, 19 en tenien tres, 55 en tenien quatre i 132 en tenien cinc o més. 154 habitatges disposaven pel capbaix d'una plaça de pàrquing. A 99 habitatges hi havia un automòbil i a 90 n'hi havia dos o més.

### Piràmide de població
La piràmide de població per edats i sexe el 2009 era:
| Homes | Edats   | Dones |
| ----- | ------- | ----- |
| 0     | 95 o +  | 0     |
| 4     | 90 a 94 | 0     |
| 0     | 85 a 89 | 8     |
| 0     | 80 a 84 | 8     |
| 12    | 75 a 79 | 28    |
| 8     | 70 a 74 | 12    |
| 32    | 65 a 69 | 24    |
| 8     | 60 a 64 | 16    |
| 12    | 55 a 59 | 20    |
| 16    | 50 a 54 | 16    |
| 28    | 45 a 49 | 12    |
| 8     | 40 a 44 | 16    |
| 16    | 35 a 39 | 20    |
| 8     | 30 a 34 | 4     |
| 16    | 25 a 29 | 12    |
| 16    | 20 a 24 | 16    |
| 20    | 15 a 19 | 12    |
| 12    | 10 a 14 | 4     |
| 16    | 5 a 9   | 0     |
| 16    | 0 a 4   | 28    |

## Economia
El 2007 la població en edat de treballar era de 254 persones, 178 eren actives i 76 eren inactives. De les 178 persones actives 162 estaven ocupades (83 homes i 79 dones) i 16 estaven aturades (9 homes i 7 dones). De les 76 persones inactives 40 estaven jubilades, 19 estaven estudiant i 17 estaven classificades com a «altres inactius».

### Ingressos
El 2009 a Soing-Cubry-Charentenay hi havia 220 unitats fiscals que integraven 486 persones, la mediana anual d'ingressos fiscals per persona era de 17.248 €.

### Activitats econòmiques
Dels 22 establiments que hi havia el 2007, 1 era d'una empresa alimentària, 1 d'una empresa de fabricació d'altres productes industrials, 3 d'empreses de construcció, 3 d'empreses de comerç i reparació d'automòbils, 2 d'empreses de transport, 3 d'empreses d'hostatgeria i restauració, 1 d'una empresa immobiliària, 4 d'empreses de serveis, 1 d'una entitat de l'administració pública i 3 d'empreses classificades com a «altres activitats de serveis».
Dels 8 establiments de servei als particulars que hi havia el 2009, 1 era un paleta, 2 fusteries, 1 electricista, 2 perruqueries i 2 restaurants.
Dels 3 establiments comercials que hi havia el 2009, 2 eren botiges de menys de 120 m² i 1 una botiga de menys de 120 m².
L'any 2000 a Soing-Cubry-Charentenay hi havia 22 explotacions agrícoles que ocupaven un total de 1.690 hectàrees.

## Equipaments sanitaris i escolars
El 2009 hi havia una escola elemental integrada dins d'un grup escolar amb les comunes properes formant una escola dispersa.

## Poblacions més properes
El següent diagrama mostra les poblacions més properes.